# Холодилов, Фёдор
Фёдор (также Федос, Федо́т) Холоди́лов (также Хлоди́лов; XVIII век) — купец первой гильдии из города Тотьмы, известный как русский мореход и промышленник, основатель самой богатой купеческой семьи своего города.

## Биография
В 1747 году совместно с иркутским купцом Никифором Трапезниковым снарядил судно «Иоанн» и направил его на промыслы к берегам острова Беринга . С 1747 по 1755 годы судно трижды совершало плавания к Командорским и Ближним Алеутским островам. Доставленная пушнина оценивалась громадной по тем временам суммой в 228 069 рублей. 
Спустя 15 лет Холодилов на судне «Святые Андреян и Наталья» продолжил исследования и совместно с русским мореходом Андреяном Толстых открыл Андреяновские острова.
За почти 40 лет Фёдор Холодилов и его племянник Алексей  с компаньонами направили в Тихий океан 7 промысловых экспедиций на судах «Иоанн», «Андриян и Наталья» и «Михаил». Общая цена добытой пушнины составила 831 666 рублей, бо́льшая часть которой досталась Холодиловым. Находясь в своей последней экспедиции, Фёдор, бывший уже в преклонных летах, пропал без вести.

## Влияние
Имя Холодилова упоминалось в записке, направленной в 1822 году директорами Российско-американской компании Венедиктом Кранером и Андреем Севериным российскому посланнику в Вашингтоне Петру Ивановичу Полетике В записке в частности говорилось: «Если бы мы своевременно обнародовали открытия, сделанные нашими мореплавателями после Беринга и Чирикова (в частности, Хлодиловым, Серебрянниковым, Красильниковым, Пайковым, Пушкарёвым, Лазаревым, Медведевым, Соловьевым, Левашевым, Креницыным и др.), то никто не оспаривал бы у нас права первооткрытия, равно как никто не может оспаривать у нас права первозанятия».

## Память
Дом купца Холодилова — самое старое здание Тотьмы, построенное в середине XVIII века на берегу реки Сухоны. Сейчас в бывшем доме купца Холодилова находится управление внутренних дел.